# Noura bint Hammoud Al Sabhan
Noura bint Hammoud Al Sabhan fut l'épouse de l'émir de Haïl Saoud ben Abdelaziz Al Rachid puis de Ibn Saoud, après que celui-ci eut détrôné les Al Rachid entre 1902 (prise de Riyad) et 1921 (chute de Haïl).